# أتابي
أتابي (بالتركية: Atabey)‏ هي مدينة من مُدن تركيا تابعة لمحافظة إسبرطة من منطقة البحر الأبيض المتوسط. يبلغ ارتفاع المدينة عن سطح البحر قرابة 1150 متر، ويبلُغ تِعداد سُكانها 5,593 نسمة سنة 2014.

## أعلام
- سليمان دميرل

## وصلات خارجية
- District governor's official website